# Erik
Az Erik germán eredetű név, jelentése becsület (más feltevés szerint egyedül) + hatalmas uralkodó.
Német megfelelője egyes területeken az Erich. A névben a richi~rík ógermán alak lapul, aminek a jelentése uralkodó, hatalmas, de mások szerint az Erarik formából alakult ki, aminek az első tagja az era (Ehre, dicsőség) szó. Van olyan magyarázat is, ami szerint az észak-német Eirikr alakból ered, aminek első eleme az ein (egyedül) szó.

## Gyakorisága
Az Erik név korábban igen ritka volt, 1967-ben 25-en kapták ezt a nevet, a 80-as években sem szerepelt az első 25-ben, de az 1990-es években gyakori névvé vált, a 2000-es években a 43-48. leggyakoribb férfinév.

## Névnapok
- január 24.[2]
- február 9.[2]
- május 18.[2]
- augusztus 21.[2]
- szeptember 10.[2]

## Idegen nyelvi változatai
- Erich (német)
- Eric (angol)
- Éric (francia)
- Eerich (finn)
- Erico, Rico (spanyol)

## Híres Erikek
- „Erik” utónevű személyek szócikkeinek listája a Wikidata alapján
- „Eric” utónevű személyek szócikkeinek listája a Wikidata alapján
- „Éric” utónevű személyek szócikkeinek listája a Wikidata alapján
- „Erich” utónevű személyek szócikkeinek listája a Wikidata alapján